# Domenico Amaretti
Domenico Amaretti (fl. XIX secolo) è stato un politico italiano, deputato del Regno di Sardegna.

## Biografia
È stato deputato del Regno di Sardegna dal 1853 al 1857.